# Уравнения Эйнштейна
Уравне́ния Эйнште́йна (иногда Эйнштейна — Гильберта) — уравнения гравитационного поля, лежащие в основе общей теории относительности, связывающие между собой компоненты метрического тензора {\displaystyle g_{\mu \nu }} искривлённого пространства-времени с компонентами тензора энергии-импульса материи, заполняющей пространство-время. Термин используется и в единственном числе: «уравне́ние Эйнште́йна», так как в тензорной записи это одно уравнение, хотя в компонентах представляет собой систему нелинейных дифференциальных уравнений в частных производных.
Выглядят уравнения следующим образом:
{\displaystyle R_{\mu \nu }-{R \over 2}g_{\mu \nu }+\Lambda g_{\mu \nu }={8\pi G \over c^{4}}T_{\mu \nu },}
где {\displaystyle R_{\mu \nu }} — тензор Риччи, выражающийся через частные производные от метрического тензора и получающийся из тензора кривизны Римана пространства-времени {\displaystyle R_{\mu \nu \lambda \kappa }} посредством свёртки его по верхнему и среднему нижнему индексу, {\displaystyle R_{\mu \nu }=R_{\mu \lambda \nu }^{\lambda }};
R — скалярная кривизна, то есть свёрнутый с метрическим тензором тензор Риччи {\displaystyle R=g^{\mu \nu }R_{\mu \nu }},
{\displaystyle g_{\mu \nu }} — метрический тензор,
{\displaystyle \Lambda } — космологическая постоянная,
{\displaystyle T_{\mu \nu }} — тензор энергии-импульса материи,
π — число пи,
c — скорость света в вакууме,
G — гравитационная постоянная Ньютона.
Уравнение связывает между собой тензоры 4×4, то есть, формально говоря, содержит 16 скалярных уравнений. Однако, так как все входящие в уравнения тензоры симметричны, то в четырёхмерном пространстве-времени эти уравнения равносильны 4·(4+1)/2=10 скалярным уравнениям. Тождества Бьянки приводят к уменьшению числа независимых уравнений с 10 до 6.
В более краткой записи вид уравнений таков:
{\displaystyle G_{\mu \nu }+\Lambda g_{\mu \nu }={8\pi G \over c^{4}}T_{\mu \nu },}
где {\displaystyle G_{\mu \nu }=R_{\mu \nu }-{R \over 2}g_{\mu \nu }} — тензор Эйнштейна, который объединяет тензор Риччи, скалярную кривизну и метрический тензор. Тензор Эйнштейна может быть представлен как функция метрического тензора и его частных производных.
Часто лямбда-член Λ в записи уравнений Эйнштейна принимается равным нулю, поскольку в задачах локальных масштабов, далёких от космологических, он, как правило, мал. Тогда запись ещё более упрощается:
{\displaystyle G_{\mu \nu }={8\pi G \over c^{4}}T_{\mu \nu }.}
Наконец, при часто использующемся выборе единиц физических величин таким образом, чтобы скорость света и гравитационная постоянная равнялись безразмерной единице, c = G = 1 (т. н. геометризованная система единиц), запись уравнений Эйнштейна становится наиболее простой; в бескомпонентной форме:
{\displaystyle \mathbf {G} =8\pi \mathbf {T} .}
Таким образом, уравнение Эйнштейна связывает геометрические свойства пространства-времени (левая часть уравнения, тензор Эйнштейна) с материей и её движением (правая часть, тензор энергии-импульса). Суть уравнений Эйнштейна можно сформулировать таким образом: пространство-время указывает материи, как ей двигаться, а материя указывает пространству-времени, как ему искривляться.
Одним из существенных свойств уравнений Эйнштейна является их нелинейность относительно компонент метрического тензора, приводящая к сложностям при попытках квантования уравнений гравитационного поля.

## Исторический очерк
Работа Альберта Эйнштейна над теорией гравитации (общей теорией относительности), в одиночку и в соавторстве с рядом людей, длилась с 1907 года по 1917 год. В середине этих усилий Эйнштейн понимает, что роль гравитационного потенциала должен играть псевдо-риманов метрический тензор на четырёхмерном пространстве-времени, а уравнение гравитационного поля должно быть тензорным, включающим тензор римановой кривизны и тензор энергии-импульса в качестве источника поля, сводясь в пределе малых энергий и стационарных полей к уравнению Пуассона ньютоновской теории гравитации. Затем, в 1913 году вместе с Гроссманом получает первый вариант таких уравнений (уравнения Эйнштейна — Гроссмана), совпадающий с правильным только для отсутствия вещества (или для вещества с бесследовым тензором энергии-импульса).
Летом 1915 года Эйнштейн приехал в Гёттингенский университет, где прочитал ведущим математикам того времени, в числе которых был и Гильберт, лекции о важности построения физической теории гравитации и имевшихся к тому времени у него наиболее перспективных подходах к решению проблемы и её трудностях. Между Эйнштейном и Гильбертом завязалась переписка с обсуждением данной темы, которая значительно ускорила завершение работы по выводу окончательных уравнений поля. До недавнего времени считалось, что Гильберт получил эти уравнения на 5 дней раньше, но опубликовал позже: Эйнштейн представил в Берлинскую академию свою работу, содержащую правильный вариант уравнений, 25 ноября, а заметка Гильберта «Основания физики» была озвучена 20 ноября 1915 года на докладе в Гёттингенском математическом обществе и передана Королевскому научному обществу в Гёттингене, за 5 дней до Эйнштейна (опубликована в 1916 году). Однако в 1997 году была обнаружена корректура статьи Гильберта от 6 декабря, из которой видно, что Гильберт выписал уравнения поля в классическом виде не на 5 дней раньше, а на 4 месяца позже Эйнштейна. В ходе завершающей правки Гильберт также вставил в свою статью ссылки на параллельную декабрьскую работу Эйнштейна.
Сначала уравнения Эйнштейна решались приближённо, в частности, из них были выведены как классическая теория Ньютона, так и поправки к ней. Первые точные решения были получены Шварцшильдом для центрально-симметричного случая. Ряд решений был вскоре выведен в рамках релятивистской космологии.

## Решения
Решить уравнение Эйнштейна — значит найти вид метрического тензора {\displaystyle g_{\mu \nu }} пространства-времени. Задача ставится заданием граничных условий, координатных условий и написанием тензора энергии-импульса Tμν, который может описывать как точечный массивный объект, распределённую материю или энергию, так и всю Вселенную целиком. В зависимости от вида тензора энергии-импульса решения уравнения Эйнштейна можно разделить на вакуумные, полевые, распределённые, космологические и волновые. Существуют также чисто математические классификации решений, основанные на топологических или алгебраических свойствах описываемого ими пространства-времени, или, например, на алгебраической симметрии тензора Вейля данного пространства (классификация Петрова).